# Какабадзе, Василий Михайлович
Василий Михайлович Какабадзе (груз. ვასილ მიხეილის ძე კაკაბაძე, 7 октября 1888 года, Хони, Грузия — 10 марта 1968 года, Тбилиси) — грузинский советский учёный-химик, доктор наук, профессор. Заслуженный деятель науки Грузинской ССР.

## Биография

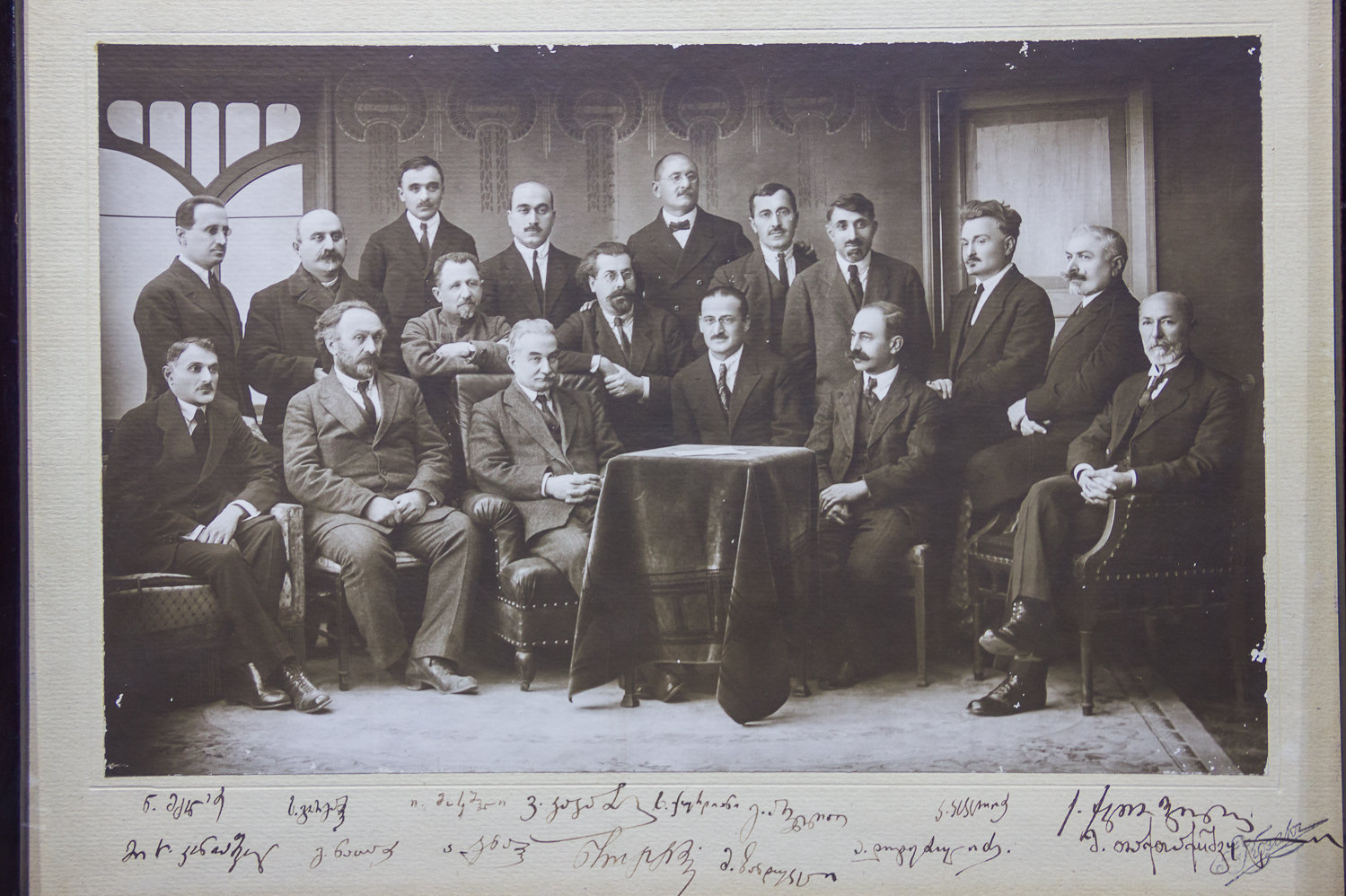
1918. Группа профессоров — основателей Тбилисского университета. Какабадзе стоит четвёртый слева. В первом ряду третий слева — Иване Джавахишвили

Начальное образование получил в Хони, затем продолжил учёбу в техническом колледже в Ростове, с 1909 по 1916 год был студентом Харьковского технологического института. В этот период активно участвовал в студенческом движении, сотрудничал с грузинской прессой.
После окончания института работал на строительстве военных дорог в Эрзурумском районе.
В 1918 году участвовал в создании Тбилисского университета. В течение 15 лет был деканом химико-технического факультета.
Научное наследие включает более 250 работ. Какабадзе был активным проводником технических знаний в Грузии. В частности, при активном участии учёного был организован первый грузинский технический журнал. Был председателем Грузинской технической терминологической комиссии, а позже — неизменным членом всех отраслевых и других технических терминологических комиссий.
Похоронен в Дидубийском пантеоне.